# Jiří Veselý
Jiří Veselý, född 10 juli 1993, är en tjeckisk tennisspelare.

## Karriär
I februari 2020 tog Veselý sin första singeltitel på ATP-touren sedan 2015 då han besegrade Egor Gerasimov i finalen av Maharashtra Open 2020.

## Titlar och finaler

### ATP-finaler i kronologisk ordning

#### Singel: 3 (2 titlar, 1 andraplats)
| Teckenförklaring                  |
| --------------------------------- |
| Grand Slam turneringar (0–0)      |
| ATP World Tour Finals (0–0)       |
| ATP World Tour Masters 1000 (0–0) |
| ATP World Tour 500 Series (0–0)   |
| ATP World Tour 250 Series (2–1)   |

| Finaler efter underlag |
| ---------------------- |
| Hard court (2–0)       |
| Grus (0–1)             |
| Gräs (0–0)             |

| Resultat | V–F | Datum         | Turnering                  | Kategori   | Underlag   | Motståndare            | Resultat             |
| -------- | --- | ------------- | -------------------------- | ---------- | ---------- | ---------------------- | -------------------- |
| Vinnare  | 1–0 | Januari 2015  | Auckland Open, Nya Zeeland | 250 Series | Hard court | Adrian Mannarino       | 6–3, 6–2             |
| Tvåa     | 1–1 | April 2015    | Romanian Open, Rumänien    | 250 Series | Grus       | Guillermo García López | 6–7(5–7), 6–7(11–13) |
| Vinnare  | 2–1 | Februari 2020 | Maharashtra Open, Indien   | 250 Series | Hard court | Egor Gerasimov         | 7–6(7–2), 5–7, 6–3   |

#### Dubbel: 3 (2 titlar, 1 andraplats)
| Teckenförklaring                  |
| --------------------------------- |
| Grand Slam turneringar (0–0)      |
| ATP World Tour Finals (0–0)       |
| ATP World Tour Masters 1000 (0–0) |
| ATP World Tour 500 Series (0–0)   |
| ATP World Tour 250 Series (2–1)   |

| Finaler efter underlag |
| ---------------------- |
| Hard court (1–0)       |
| Grus (1–1)             |
| Gräs (0–0)             |

| Resultat | V–F | Datum        | Turnering                   | Kategori   | Underlag       | Medspelare       | Motståndare                  | Resultat      |
| -------- | --- | ------------ | --------------------------- | ---------- | -------------- | ---------------- | ---------------------------- | ------------- |
| Vinnare  | 1–0 | Oktober 2014 | Kremlin Cup, Ryssland       | 250 Series | Hard court (i) | František Čermák | Sam Groth Chris Guccione     | 7–6(7–2), 7–5 |
| Vinnare  | 2–0 | Maj 2017     | Istanbul Open, Turkiet      | 250 Series | Grus           | Roman Jebavý     | Tuna Altuna Alessandro Motti | 6–0, 6–0      |
| Tvåa     | 2–1 | Juli 2018    | Croatia Open Umag, Kroatien | 250 Series | Grus           | Roman Jebavý     | Robin Haase Matwé Middelkoop | 4–6, 4–6      |